# Henry Willard Denison

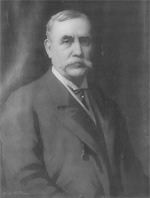
Henry Willard Denison

Henry Willard Denison (geboren 11. Mai 1846 in Guildhall Vermont (USA); gestorben 3. Juli 1914 in Tokio) war ein US-amerikanischer Diplomat und Rechtsanwalt, der in der Meiji-Zeit in Japan tätig war.

## Leben und Wirken
Henry Willard Denison wurde von der japanischen Regierung 1880 gebeten als „Bezahlter Auslands-Fachmann“ für das Land zu wirken. Seine Fähigkeiten und seine Diskretion waren wichtig, als es darum ging, die „Ungleichen Verträge“ Japans mit dem Westen zu revidieren, dessen Position in Asien zu definieren und das Land als Weltmacht zu formen.
Denison studierte Rechtswissenschaft am „Columbia College“, der Vorgängereinrichtung der privaten „George Washington University“ in Washington. Er nahm seinen Dienst auf am US-amerikanischen Konsulat in Yokohama, wo er bis 1878 blieb. Ab 1880 beschäftigte ihn der japanische Außenminister Inoue Kaoru (1836–1915), und für die nächsten 34 Jahre arbeitete er für die verschiedenen Außenminister, die noch folgten. Er unterstützte Außenminister Mutsu Munemitsu (1844–1897) bei den Verhandlungen zum „Vertrag von Shimonoseki“ von 1894 und erstellte das diplomatische Dokument, das den Ausbruch des Krieges zwischen Japan und Russland auslöste.
Denison beeinflusste auch die Verhandlungen, die 1894 mit dem „Anglo-Japanese Treaty of Commerce and Navigation“ begannen, gefolgt von den japanisch-russischen Verhandlungen nach dem Russisch-Japanischen Krieg (1904 bis 1905), der „Anglo-Japanischen Allianz“ 1902 und deren Revisionen 1905 und 1911. Er widmete sich auch der Ausbildung von Personen, die später zum Kern des Außenministeriums gehörten, wie zum Beispiel Shidehara Kijūrō (1872–1951).
Denison blieb amerikanischer Staatsbürger, dennoch benannte Japan ihn als einen Vertreter bei der beim „Internationaler Gerichtshof“ in Den Haag, Niederlande. Er wurde von japanischer Seite mit verschiedenen Orden ausgezeichnet, darunter kurz vor seinem Tode mit dem „Orden der Aufgehenden Sonne“ 1. Klasse.
Denison lebte im Ortsteil Tsukiji (築地) von Tokio und starb auch dort.